# Yarelys Barrios
Yarelys Barrios (12. srpnja 1983.) kubanska je bacačica diska. Trenutačno je jedna od ponajboljih bacačica diska. Na OI osvojila je dvije medalje, srebro u Pekingu 2008. te broncu u Londonu 2012. Na svjetskim prvenstvima četiri puta je osvojila je medalju, dvaput srebrnu i dvaput brončanu. Također je osvojila i zlato na Univerzijadi u Bangkoku 2007. godine. Njezin osobni rekord iznosi 68,03 koje je bacila na Državnom prvenstvu Kube 2012. godine.